# Demesmaekerite
La demesmaekerite è un minerale.